# Cascades Kepler
Kepler Cascades est une cascade située sur la rivière Firehole, dans le sud-ouest du parc national de Yellowstone, aux États-Unis. Les cascades sont situées à environ 2,6 km au sud d’Old Faithful. 

## Histoire
Les Cascades de Kepler ont été décrites par l'expédition Washburn-Langford-Doane en 1870 mais n'ont pas été nommées avant 1881. Dans son rapport de 1871 au secrétaire de la Guerre, Gustavus C. Doane, membre de l'expédition, décrit Kepler Cascades comme suit: 
 18 septembre [1870]. - Nous avons quitté le camp à 9 heures, en parcourant les pentes des crêtes, en contournant les bois dans les ravins, et en passant par de nombreuses terrasses marécageuses, sur une distance de trois milles, lorsque nous sommes soudainement tombés sur un torrent de montagne, 40 pieds de large, et courant à travers une gorge de lave de 200 pieds de profondeur. C'était la rivière Firehole qui se dirigeait dans un lac situé à quelques kilomètres au sud. En suivant le cours de ce ruisseau, nous avons passé deux belles cascades rugissantes, où l’eau tombait successivement sur des rochers jusqu’à une profondeur de 20 et 50 pieds. Ces jolies petites chutes, si elles étaient situées sur un ruisseau oriental, seraient célébrées dans l’histoire et la chanson; ici, au milieu d'objets assez grands pour gêner la conception et étouffer les croyances, elles ont été passées sans arrêt. 
 Les cascades ont été nommées par Philetus Norris, surintendant du parc en 1881, en l'honneur du fils de 12 ans du gouverneur du Wyoming, John Wesley Hoyt  Hoyt et son fils, Kepler Hoyt, se rendaient à Yellowstone en 1881 lorsque Norris les baptisa des cascades en l'honneur de Kepler.
|  |